# Siikajoki (vattendrag i Finland, Lappland, lat 66,97, long 26,30)
Siikajoki är ett vattendrag i Finland.   Det ligger i landskapet Lappland, i den norra delen av landet, 800 km norr om huvudstaden Helsingfors. Siikajoki ligger vid sjön Käyrämöjärvi.